# Betzin
Betzin ist ein Ortsteil der Gemeinde Fehrbellin im Landkreis Ostprignitz-Ruppin in Brandenburg.

## Geschichte
Zum 26. Oktober 2003 wurde Betzin per Gesetz in die Gemeinde Fehrbellin eingegliedert.

## Bevölkerungsentwicklung
Gebietsstand des jeweiligen Jahres:
| Jahr | Einwohner |
| ---- | --------- |
| 1875 | 367       |
| 1890 | 352       |
| 1910 | 307       |
| 1925 | 277       |
| 1933 | 252       |
| 1939 | 256       |
| 1946 | 405       |

| Jahr | Einwohner |
| ---- | --------- |
| 1950 | 378       |
| 1964 | 243       |
| 1971 | 206       |
| 1981 | 170       |
| 1985 | 163       |
| 1989 | 122       |
| 1990 | 118       |

| Jahr | Einwohner |
| ---- | --------- |
| 1991 | 108       |
| 1992 | 106       |
| 1993 | 106       |
| 1994 | 105       |
| 1995 | 115       |
| 1996 | 109       |
| 1997 | 108       |

| Jahr | Einwohner |
| ---- | --------- |
| 1998 | 113       |
| 1999 | 116       |
| 2000 | 125       |
| 2001 | 120       |
| 2002 | 127       |

## Sehenswürdigkeiten

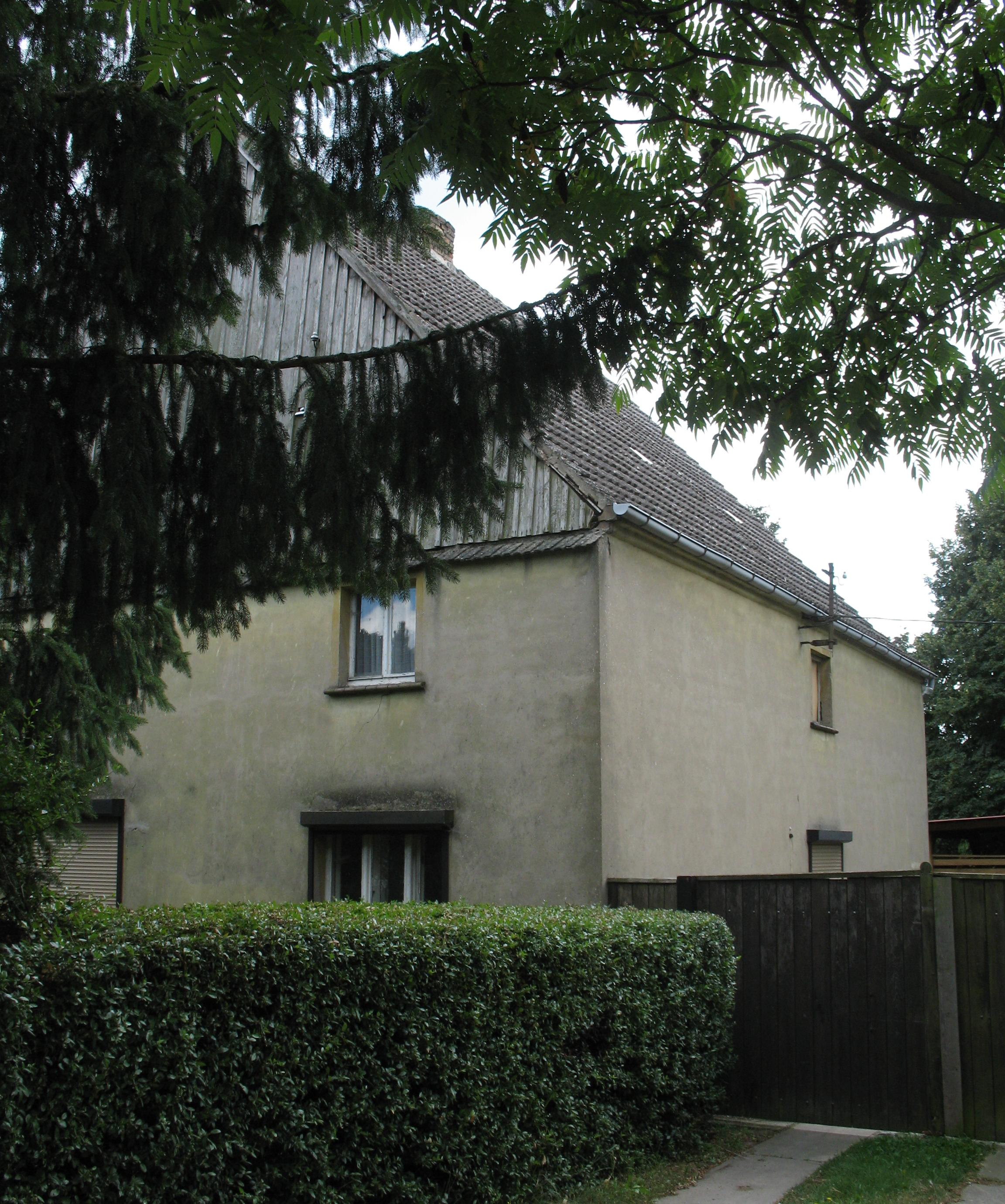
Mittelflurhaus in Betzin
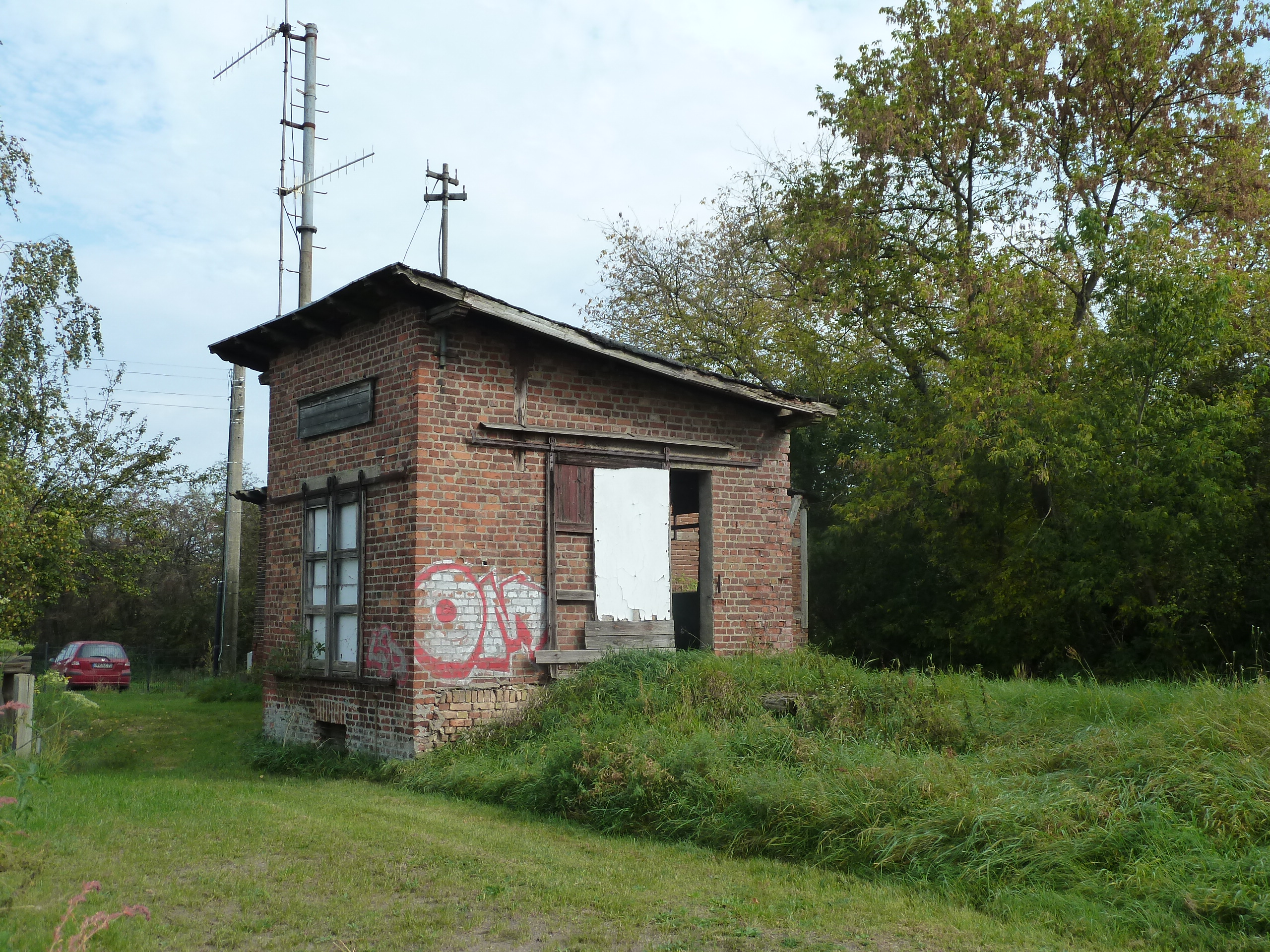
Ehemaliger Bahnhof Betzin-Karwesee